# Canoparmelia pruinata
Canoparmelia pruinata är en lavart som först beskrevs av Johannes Müller Argoviensis, och fick sitt nu gällande namn av Elix & J. Johnst. Canoparmelia pruinata ingår i släktet Canoparmelia och familjen Parmeliaceae.   Inga underarter finns listade i Catalogue of Life.